# Daisuke Ono
Pour les articles homonymes, voir Ono.
Daisuke Ono (小野 大輔, Ono Daisuke), né le 4 mai 1978 à Sakawa, dans la préfecture de Kōchi au Japon, est un comédien de doublage et un chanteur qui était affilié à la Mausu Promotion de 2001 à 2016, avant de devenir indépendant.
Ses rôles notables incluent Itsuki Koizumi dans La Mélancolie de Haruhi Suzumiya, Erwin Smith dans L'Attaque des Titans, Sebastian Michaelis dans Black Butler, Midorima Shintarō dans Kuroko's Basket ou encore Jotaro Kujo dans JoJo's Bizarre Adventure.

## Biographie
Daisuke Ono est né le 4 mai 1978 à Sakawa, dans la préfecture de Kōchi au Japon. Il est diplômé du lycée Kōchi (ja), du département de radiodiffusion de la faculté d'arts (ja) de l'Université Nihon et de l'Aoni Coaching School Sunday Class (ja). À l'université, il a d'abord étudié la production d'émissions de télévision, mais n'a pas réussi à diriger un grand groupe de personnes. Plus tard, il s'est tourné vers la production d'émissions de radio et, lors de la création d'un dramatique radio, est devenu un interprète en raison d'un manque de personnel, ce qui l'a incité à devenir un seiyū.
En 2007, il commence sa carrière musicale sous son propre nom avec le mini-album Hinemosu (ja). Depuis 2008, il se produit en tant que l'un des hôtes et meneur du « Original Entertainment Paradise » qui se tient à la fin de chaque année ; les autres hôtes sont Shōtarō Morikubo (ja), Ken'ichi Suzumura et Takuma Terashima (ja).
En 2008, il remporte le prix du meilleur acteur dans un second rôle lors de la 2e édition des Seiyu Awards. Il obtient le prix du meilleur acteur principal lors de la 4e édition en 2010. En 2011, il remporte le Grand Prix dans la catégorie doublage du 33e Anime Grand Prix du magazine Animage.
En 2015, Ono remporte à nouveau le prix du meilleur acteur principal mais également le prix de la personnalité lors du 9e Seiyu Award, il reçoit également le BEST COMFORT RADIO Healing Radio Award pour la radio en ligne Radikamon de la série d'animation Barakamon, dont il était une personnalité aux 1ers Aniradi Awards (ja), et le prix du meilleur doublage dans la catégorie Anime de l'année au Tokyo Anime Awards Festival 2015 (ja).
En février 2016, Ono a quitté Mausu Promotion, à laquelle il a appartenu pendant de nombreuses années, et a commencé sa carrière d'indépendant,.

## Doublage
Rôles principaux en gras.

### Anime
2002
- Full Metal Panic! (Shōta Sakamoto)
- G-On Riders (Présentateur, Homme politique)
- Heat Guy J (Pilote, Homme, Homme B, Soldat A)
- Lupin III: Episode 0 'First Contact'
- Weiß kreuz Glühen (Escorte du président)

2003
- Ashita no Nadja (Massimo)
- D.C. ~Da Capo~ (Kuri Rix)
- Full Metal Panic? Fumoffu (Kobayashi, Sakamoto)
- Godannar (en) (Membre du personnel A)
- Kimi ga nozomu eien (Garçon)
- Pichi Pichi Pitch : La Mélodie des Sirènes (Employé A)
- Onegai Twins (Coureur de jupons, Homme)
- R.O.D -The TV- (Éditeur en chef)
- Rockman.EXE Axess (Prisman)
- Saiyuki Reload (Démon)
- Scrapped Princess (Kidaf)
- Tsukihime (Présentateur, Camarade de classe A, Réceptionniste, Cadavre)
- Wolf's Rain (Retriever B)

2004
- Agatha Christie's Great Detectives Poirot and Marple (Harold Crackenthorpe)
- Burst Angel (Surfer)
- Black Jack (subordonné B)
- Elfen Lied (Père de Kōta)
- Futakoi (en) (Gonda)
- Gakuen Alice (Médecin, Homme A, Vieil homme, Subordonné A de Reo, Dompteur d'animaux sauvages)
- Genshiken (Otaku A, Président du B.D.E.)
- Hikari to mizu no Daphne (en) (Chinpira, Responsable de contrôle, Propriétaire du magasin Ramen, Non-payeur de loyer, Responsable des tests)
- Midori Days (Qi Gong Master)
- Naruto (Toki)
- Ninin ga shinobuden (en) (Ninja 2)
- Rockman.EXE Stream (Ken)
- Saiyuki Reload Gunlock (Bozu, Démon)
- Samurai 7 (Kamuro A)
- To Heart: Remember My Memories (Arbitre)
- Uta∽Kata (en) (Ryō, Touriste)
- Yakitate!! Ja-pan (Candidat, Garde #2)
- Zatchbell (Gofure)

2005
- Air (Yukito Kunisaki, Sora)
- Blood+ (Sorimachi)
- Eyeshield 21 (Kengo Mizumachi)
- Full Metal Panic! The Second Raid (Shota Sakamoto)
- Fushigiboshi no Futagohime (Aaron)
- Ginga Densetsu Weed (Kite)
- Glass Mask (Hiro Kasari)
- Gokujō seitokai (en) (Yuuichi Kimizuka)
- Jigoku Shōjo (Masaya Kataoka)
- Honey and Clover (Éleve B, Éleve C, Matsuda Ichiro, Narrateur, Éleve B, Toast Master)
- Karin (Intervieweur)
- Noein: Mō hitori no kimi e (Enra)
- Rozen Maiden: Träumend (Enju)
- Starship Operators (Gotō)
- Trinity Blood (Guy, Comte de Brugges)
- Yakitate!! Ja-pan (Candidat, Garde #2)

2006
- Bartender (Barman B)
- Black Jack 21 (Copilote, Kagemitsu Hazama jeune)
- Bleach (Mabashi)
- Gift: Eternal Rainbow (en) (Sakaguchi)
- Glass Fleet (en) (Poupée A, Seek)
- Higurashi no naku koro ni (Mamoru Akasaka)
- Innocent Venus (Kengo)
- Kashimashi ~girl meets girl~ (Asuta Soro)
- Mamoru-kun ni megami no shukufuku o! (Maya Sudō)
- La Mélancolie de Haruhi Suzumiya (Itsuki Koizumi)
- Night Head Genesis (Beta)
- REC (Hatakeda)
- Red Garden (Nick)
- Rozen Maiden: Ouvertüre (Enju)
- Shinigami no ballad (Matsumoto)
- Soreike! Anpanman (Kuma no Ojisan)
- Witchblade (Osada)

2007
- Dragonaut - The Resonance (Jin Kamishina)
- Genshiken 2 (Président)
- Higurashi no naku koro ni kai (Mamoru Akasaka)
- IdolM@ster: Xenoglossia (Naraba Daido)
- Kaze no Stigma (Kazuma Yagami)
- Kiss Dum: Engage Planet (ja) (Shū Aiba)
- Kōtetsushin Jeeg (ja) (Kenji Kusanagi)
- Lucky Star (Lui-même)
- Magical Girl Lyrical Nanoha StrikerS (Verossa Acous)
- Minami-ke (Hosaka)
- Rental Magica (Kagezaki)
- Shinkyoku sōkai Polyphonica (en) (Akatsuki Dillen)
- Seto no hanayome (en) (Kai Mikawa)

2008
- Bihada Ichizoku (ja) (Masao Kamada)
- Chaos;Head (Daisuke Misumi)
- Clannad After Story (Sasaki)
- Black Butler (Sebastian Michaelis)
- Library Wars (Hikaru Asahina)
- Minami-ke: Okawari (Hosaka)
- Monochrome Factor (en) (Akira Nikaidō)
- Neo Angelique Abyss (Hyuga)
- Sands of Destruction (Naja Gurefu)
- Wagaya no oinari-sama. (en) (Ebisu)
- Yozakura Quartet (Kyōsuke Kishi)

2009
- 11eyes (Kakeru Satsuki)
- Battle Spirits: Shōnen gekiha dan (en) (Clackey Ray)
- Elin, la charmeuse de bêtes (en) (Nason)
- Hanasakeru seishōnen (en) (Eugene Alexandr De Volkan)
- The Melancholy of Haruhi Suzumiya-chan (Itsuki Koizumi)
- Minami-ke: Okaeri (Hosaka)
- Miracle☆Train: Ōedo-sen e yōkoso (en) (Izayoi Tsukishima)
- Munto (en) (Munto)
- Pandora Hearts (Jack Vessalius)
- Saki (Hagiyoshi)
- Slap Up Party: Arad Senki (en) (Danjin)
- Sora no manimani (en) (Musa)
- Sora o kakeru shōjo (M. Black Belt, Shigure Shinguji)
- Umineko no naku koro ni (Battler Ushiromiya)
- Zettai karen Children (en) (Vatra XVII)

2010
- Battle Spirits: Brave (en) (Clackey Ray)
- Black Butler II (saison 2) (Sebastian Michaelis)
- Densetsu no yūsha no densetsu (ja) (Sion Astarl)
- Durarara!! (Shizuo Heiwajima)
- Fortune Arterial: Akai yakusoku (en) (Kōhei Hasekura)
- Giant Killing (Luigi Yoshida)
- HeartCatch PreCure! (Daiki)
- Pokémon Ranger : Sillages de lumière (Red Eye)
- Psychic Detective Yakumo (en) (Yakumo Saitō)
- Uragiri wa boku no namae o shitteiru (Hotsuma Renjō)
- Tono to issho (ja) (Katakura Kagetsuna)
- Working!! (ja) (Jun Satō)

2011
- A Channel (en) (Satō-sensei)
- Blue Exorcist (Arthur Auguste Angel)
- Bleach (Shukuro Tsukishima)[14]
- Deadman Wonderland (Nagi Kengamine)
- Dog Days (General Bernard)
- Kami-sama no Memo-chō (Sōichirō Hinamura)
- Kyōkaisen-jō no Horizon (Tenzō Crossunite)
- Majikoi! (en) (Maro Ayanokōji)
- Mobile Suit Gundam AGE (Woolf Enneacle)
- The Mystic Archives of Dantalian (Huey)
- Nichijō (Crow)
- Persona 4: The Animation (Kō Ichijō)
- Tono to issho: Gantai no yabō (ja) (Kagetsuna Katakura)
- Working'!! (ja) (Jun Satō)

2012
- AKB0048 (Teacher Ushiyama)
- Brave 10 (en) (Kirigakure Saizō)
- Dog Days (Bernard Sabrage)
- Jewelpet KiraDeco—! (Blue Knight Ozaki / Blue)
- K (Kuroh Yatogami)
- Kuroko's Basket (Shintarō Midorima)
- Kyōkaisen-jō no Horizon II (Hassan Fullbush, Tenzō Crossunite)
- Magi: The Labyrinth of Magic (Sinbad)
- Muv-Luv Alternative: Total Eclipse (en) (Yūya Bridges)
- Papa no iukoto wo kikinasai! (ja) (Kōichi Nimura)
- Phi Brain: Puzzle of God (en) (Iwashimizu-kun, Doubt)
- Rinne no Lagrange (en) (Dizelmine)
- Saki Episode of Side A (Hagiyoshi)
- Shirokuma Café (Llama)
- Shin Prince of Tennis (Kazuya Tokugawa)

2013
- AKB0048 next stage (Teacher Ushiyama)
- L'Attaque des Titans (Erwin Smith)
- Brothers Conflict (Subaru)
- Suisei no gargantia (Grand frère de Pinion)
- Karneval (Hirato)
- Kimi no iru machi (Kyōsuke Kazama)
- Kuroko's Basket (Shintarō Midorima)
- Magi: The Kingdom of Magic (Sinbad)
- Minami-ke: Tadaima (Hosaka)
- Space Battleship Yamato 2199 (Susumu Kodai)
- Tamako Market (Kaoru Hanase)
- Uta no☆Prince-sama♪ Maji LOVE 2000% (en) (saison 2) (Sumeragi Kira (HE★VENS))
- Valvrave the Liberator (Cain)
- Yozakura Quartet: Hana no uta (Kyōsuke Kishi)

2014
- Barakamon (Seishū Handa)
- Black Butler: Book of Circus (Sebastian Michaelis)
- Gekkan Shōjo Nozaki-kun (Mitsuya Maeno)
- Gugure! Kokkuri-san (en) (Kokkuri-san)
- JoJo's Bizarre Adventure: Stardust Crusaders (Jotaro Kujo)[15]
- Kamigami no asobi (en) (Hades Aidoneus)
- Noragami (Daikoku)
- Persona 4 the Golden Animation (Kō Ichijō)
- Saki - The Nationals (Hagiyoshi)
- Sengoku Musou SP: Sanada no shō (Sanada Nobuyuki)
- Terra Formars (Keiji Onizuka)
- Wizard Barristers (en) (Shibuki Kujira)

2015
- L'Attaque des Titans: Junior High-School (Erwin Smith)
- Durarara!!×2 (saison 2) (Shizuo Heiwajima)
- Charlotte (Shunsuke Otosaka)
- Dog Days (Bernard Sabrage)
- K: Return of Kings (Kuroh Yatogami)
- Kuroko's Basket (Shintarō Midorima)
- Noragami Aragato (Daikoku)
- Mr. Osomatsu (Jyushimatsu Matsuno)
- Samurai Warriors (Sanada Nobuyuki)
- Seraph of the End (Norito Goshi)
- La disparition de Nagato Yuki (en) (Itsuki Koizumi)
- Uta no☆Prince-sama♪ Maji LOVE Revolutions (en) (saison 3) (Sumeragi Kira (HE★VENS))
- Working!!! (ja) (Jun Satō)
- Yamada-kun and the Seven Witches (Ushio Igarashi)
- Yowamushi Pedal (Doubashi Masakiyo)

2016
- 91 Days (Vanno)
- Dimension W (Kyōma Mabuchi)[16]
- Magi: Adventure of Sinbad (Sinbad)
- JoJo's Bizarre Adventure: Diamond is Unbreakable (Jotaro Kujo)[17]
- Prince of Stride: Alternative (Heath Hasekura)
- Sekkō Boys (ja) (Mars)
- Norn9 (ja) (Natsuhiko Azuma)
- Oshiete! Galko-chan (ja) (Supoo)
- Terra Formars: Revenge (Keiji Onizuka)
- Tales of Zestiria the X (Dezel)
- B-Project: Kodō*Ambitious (ja) (Tomohisa Kitakado)
- Saiki Kusuo no Ψ-nan (Riki Nendō)
- Servamp (Yumikage Tsukimitsu)
- Twin Star Exorcists (Mikage Tsuchimikado)
- Drifters (Butch Cassidy)
- Kiss Him, Not Me (Lord)
- Uta no☆Prince-sama♪ Maji LOVE Legend Star (en) (saison 4) (Sumeragi Kira (HE★VENS))
- Days (Atsushi Kimishita)
- Tōken Ranbu: Hanamaru (en) (Okita Sōji, éps. 11-12)
- Trickster (en) (Kogorō Akechi)

2017
- Akiba's Trip: The Animation (en) (Iketeru Masada)
- Altaïr (Doge Antonio Lucio)
- L'Attaque des Titans (saison 2) (Erwin Smith)
- Black Clover (William Vangeance)
- Fukumenkei Noise (Yoshito Haruno « Haruyoshi »)
- Fuuka (Nobuaki Yahagi)
- Kaito × Ansa (ja) (Yū Kuromu)
- Katsugeki/Tōken Ranbu (en) (Sakamoto Ryōma, éps. 9-10)
- March Comes in like a Lion (saison 2) (Gakuto Sakurai)
- Miss Kobayashi's Dragon Maid (Fafnir)
- Mr. Osomatsu 2 (saison 2) (Jyushimatsu Matsuno)
- Natsume yūjin-chō (Aoi)
- NTR: Netsuzou Trap (Fujiwara)[18]
- Ōshitsu kyōshi Haine (en) (Eins von Granzreich)
- Re:Creators (Charon)
- Tales of Zestiria the X (saison 2) (Dezel)
- Tsurezure Children (Hideki Yukawa)

2018
- L'Attaque des Titans (saison 3) (Erwin Smith)
- Back Street Girls (Kentaro Yamamoto)[19]
- Juliet au pensionnat (Airu Inuzuka)
- Les Brigades immunitaires (Lymphocyte T Killer)[20]
- Hakata Tonkotsu Ramens (ja) (Zenji Banba)
- Hakyū Hōshin Engi (Ki Sho et Ki Hatsu jeunes)
- JoJo's Bizarre Adventure: Golden Wind (Jotaro Kujo)[21]
- Legend of the Galactic Heroes: Die Neue These (Wolfgang Mittermeyer)
- Rokuhōdō yotsuiro biyori (ja) (Gure)
- School Babysitters (en) (Keigo Saikawa)
- Seven Deadly Sins : Revival of the Commandments (Drole)[22]

2019
- Ace of Diamond Act II (Masamune Hongō)
- B-Project: Zecchō*Emotion (ja) (Tomohisa Kitakado)
- BEM (en) (Helmut Felt)
- Bungo Stray Dogs (Ace)
- Dōkyonin wa hiza, tokidoki, atama no ue. (en) (Kuro)[23]
- Hinomaru Sumo (Masato Hyōdō)
- Kemonomichi (Roi Orc)
- Lord El-Melloi II's Case Files {Rail Zeppelin} Grace note (Add)
- Phantasy Star Online 2: Episode Oracle (Ash)[24]
- Welcome to Demon School! Iruma-kun (Callego Naberius)

2020
- Ahiru no Sora (no 11 Yokohama Taiei)
- Appare-Ranman! (Gil T. Shiga)
- By the Grace of the Gods (Reinhart)[25]
- Fire Force (saison 2) (Paat Koh Parn)
- Golden Kamui (Yо̄ichirо̄ jeune)
- The Gymnastics Samurai (Shige Nishikiori)
- Higurashi no naku koro ni: Gou (Mamoru Akasaka)
- The Millionaire Detective - Balance: Unlimited (Ricardo, ép. 5)
- Mr. Osomatsu 3 (saison 3) (Jyushimatsu Matsuno)
- Olympia Kyklos (ja) (Demetrios)
- Pocket Monsters 2019 (Tarak)[26]
- Tower of God (Phonsekal Laure)
- Somali et l'esprit de la forêt (en) (Golem)

2021
- Tokyo Revengers (Yasuhiro Muto)

- Bakuten!! (ja) (Masamune Shichigahama)[27]
- Horimiya (Kyōsuke Hori)[28]
- Kemono Jihen (Mihai)[29]
- Miss Kobayashi's Dragon Maid S (Fafnir)
- Mushoku Tensei (Philip Boreas Greyrat)
- True Cooking Master Boy (en) (Juchi)
- Uramichi Oniisan (en) (Matahiko Nekota)[30]
- Jojo's Bizarre Adventure: Stone Ocean (Jotaro Kujo)

### Radio

#### Animateur principal
- Hiroshi Kamiya et Daisuke Ono: Dear Girl~Stories~ (神谷浩史・小野大輔のDearGirl〜Stories〜?) : co-animation avec Hiroshi Kamiya, diffusée sur Nippon Cultural Broadcasting (en) et Radio Osaka (en) (7 avril 2007 -)
- Ono Daisuke no GIG ra Night! (小野大輔のGIGらNight!?) : diffusée sur Internet Radio Kansai (ja) (6 juin 2007 - 28 mars 2008)
- Neo Romance♥︎Live HOT! 10 Count down Radio II Huu! (ネオロマンス♥ライヴ HOT! 10 Count down Radio II Huu!?) : co-animation avec Mitsuo Iwata (en), 2HEARTS (Tachiki Fumihiko et Toshiyuki Morikawa) et GRANRODEO (Kishō Taniyama et Masaaki Iizuka), diffusée sur Lantis Web Radio (ja) (2 février 2007 - 21 novembre 2007)
- Neo Angelic Abyss ~Yō Damari Tei he Yōkoso~ (ネオ アンジェリーク Abyss 〜陽だまり邸へようこそ〜?) : émission basée sur le jeu vidéo Neo Angelique, co-animation avec Daisuke Hirakawa (en), diffusée sur Lantis Web Radio (21 mars 2008 - 17 octobre 2008)
- Black Butler Fantom Midnight Radio <Black Side> (黒執事 ファントムミッドナイトレディオ<ブラックサイド>?) : émission basée sur le manga et anime Black Butler, en co-animation avec Yūki Kaji, diffusée sur Animeito TV (ja) (18 septembre 2008 - 3 décembre 2009)
- Granoa Broadcasting Comitteee (クラノア放送委員会?) : émission basée sur le jeu vidéo Granoa (ja), co-animation avec Hiro Shimono, diffusée sur la radio-internet du site officiel (9 janvier 2009 - 31 décembre 2010)
- The Legend of the Legendary Heroes Radio (伝説の勇者の伝説のラジオ?) : émission basée sur la série The Legend of the Legendary Heroes (en), en co-animation avec Jun Fukuyama et Ayahi Takagaki, diffusée sur Lantis Web Radio, Onsen Internet Radio (ja) et Animeito TV (21 mai 2010 - 24 décembre 2010)
- Daisuke Ono to Takayuki Kondō no yume nōken: Dragon & Tiger (小野大輔・近藤孝行の夢冒険〜Dragon&Tiger?) : co-animation avec Takayuki Kondō (en), diffusée sur Chō!A&G+ (ja) (9 juillet 2011 - 27 mars 2020)
- Beans Kingdom Prince☆Radio (ビーンズ王国 プリンス☆レディオ?) : co-animation avec Yoshimasa Hosoya (en) et Mitsuhiro Ichiki (en), diffusée sur Onsen Internet Radio (1er septembre 2011 - 27 septembre 2012)

#### Animateur ponctuel
- [KR] (『KR』?) : participation ponctuelle, émission basée sur le roman, manga et anime K, diffusée sur Animeito TV (ja) (13 juillet - 28 septembre 2012)
- Sunradio Residence (ンラジオ・レジデンス?) : émission basée sur le manga Brothers Conflict, co-animation avec Kōsuke Toriumi, Tomoaki Maeno (en) et Hiroshi Kamiya, diffusée sur Animeito TV (22 novembre 2012)
- VOICE STATION〜HOTEL MAUSU〜 : co-animation avec divers seiyū (novembre 2004, juin et juillet 2006)

## Discographie

### Carrière solo

#### Singles
|     | Date de sortie    | Titre                               | Meilleure position de l'Oricon |
| --- | ----------------- | ----------------------------------- | ------------------------------ |
| 1er | 23 janvier 2008   | Ameoto (ja) (雨音)                  | 17e                            |
| 2e  | 8 août 2008       | Manatsu no Spica (ja) (真夏スピカ)  | 23e                            |
| 3e  | 9 septembre 2009  | Kinmokusei (ja) (キンモクセイ)      | 13e                            |
| 4e  | 22 décembre 2010  | Netsuretsu Answer (ja) (熱烈ANSWER) | 5e                             |
| 5e  | 30 novembre 2011  | Delight                             | 12e                            |
| 6e  | 26 septembre 2012 | Lunar Maria (ja)                    | 9e                             |
| 7e  | 19 novembre 2014  | Mission D                           | 11e                            |
| 8e  | 4 novembre 2015   | Hero (ヒーロー)                     | 13e                            |
| 9e  | 30 novembre 2016  | Orion no yoru (オリオンの夜)        | 10e                            |
| 10e | 28 juin 2017      | ROSA 〜Blue Ocean〜                 | 16e                            |
| 11e | 31 janvier 2018   | Endless happy world                 | 8e                             |
| 12e | 4 décembre 2019   | Deep & Holic                        | 16e                            |
| 13e | 4 mars 2020       | Dramatic (ドラマティック)           | 20e                            |
| 14e | 3 février 2021    | Kemonomichi (ケモノミチ)            | 16e                            |

#### Albums

##### Albums
|     | Date de sortie  | Titre                 | Meilleure position de l'Oricon |
| --- | --------------- | --------------------- | ------------------------------ |
| 1er | 25 février 2009 | Kaza-hana (ja) (風花) | 13e                            |
| 2e  | 18 avril 2018   | Startrain             | 5e                             |

##### Mini albums
|     | Date de sortie    | Titre                    | Meilleure position de l'Oricon |
| --- | ----------------- | ------------------------ | ------------------------------ |
| 1er | 27 juin 2007      | Hinemosu (ja) (ひねもす) | 73e                            |
| 2e  | 25 septembre 2013 | Down Stairs (ja)         | 14e                            |
| 3e  | 25 septembre 2013 | UP STAIRS (ja)           | 16e                            |
| 4e  | 1er juillet 2015  | Doors                    | 3e                             |
| 5e  | 14 octobre 2020   | Stargazer                | 12e                            |

### Duo

#### Hiroshi Kamiya+Daisuke Ono
Ce duo, composé de Hiroshi Kamiya et Daisuke Ono, est formé à l'origine pour l'émission de radio Dear Girl~Stories~ diffusée sur Nippon Cultural Broadcasting (en). depuis 2007.

##### Singles et maxi singles
|     | Date de sortie    | Titre                                           | Type        |
| --- | ----------------- | ----------------------------------------------- | ----------- |
| 1er | 19 décembre 2007  | My Dear Girl!                                   | Single      |
| 2e  | 24 février 2010   | Netsu Ai SOS (熱愛S・O・S)                      | Single      |
| 3e  | 29 septembre 2010 | Dear Girl wa nemuranai (Dear Girlは眠らない)    | Single      |
| 4e  | 2 novembre 2011   | Smiley Time                                     | Single      |
| 5e  | 21 décembre 2012  | Bokutachi dake no Monogatari (僕たちだけの物語) | Maxi single |
| 6e  | 20 novembre 2013  | Glow My Way                                     | Single      |

##### Mini-albums et albums
|     | Date de sortie   | Titre              | Type       |
| --- | ---------------- | ------------------ | ---------- |
| 1er | 19 décembre 2007 | Dear Girl~Stories~ | Mini-album |
| 2e  | 6 avril 2011     | Stories            | Album      |

## Filmographie
- DearGirl〜Stories〜THE MOVIE
- DearGirl〜Stories〜THE MOVIE2 -ACE OF ASIA-